# Led Zeppelin DVD
Led Zeppelin DVD är en dvd med det brittiska rockbandet Led Zeppelin. DVD:n släpptes den 26 maj 2003.

## Låtlista

### Första skivan
Royal Albert Hall - 9 januari 1970
- "We're Gonna Groove" (King/Bethea) - 3:14
- "I Can't Quit You Baby" (Dixon) - 6:25
- "Dazed and Confused" (Page) - 15:10
- "White Summer" (Page) - 11:54
- "What Is and What Should Never Be" (Page/Plant) - 4:02
- "How Many More Times" (Page/Jones/Bonham) - 20:02
- "Moby Dick" (Bonham/Jones/Page) - 15:02
- "Whole Lotta Love" (Page/Bonham/Plant/Jones) - 6:03
- "Communication Breakdown" (Page/Jones/Bonham) - 3:40
- "C'mon Everybody" (Cochran) - 2:28
- "Something Else" (Cochran) - 2:02
- "Bring It On Home" (Page/Plant) - 7:33

Atlantic Records promotional clip - februari 1969
- "Communication Breakdown" (Page/Jones/Bonham) - 2:24

Danmarks Radio (Gladsaxe Teen Club, Gladsaxe) - 17 mars 1969
- "Communication Breakdown" (Page/Jones/Bonham) - 2:46
- "Dazed and Confused" (Page) - 9:09
- "Babe I'm Gonna Leave You" (Bredon/Page) - 6:46
- "How Many More Times" (Page/Jones/Bonham) - 12:20

Supershow (Staines Studio, London) - 25 mars 1969
- "Dazed and Confused" (Page) - 7:31

Tous En Scene (Theatre Olympia, Paris) - 10 oktober 1969
- "Communication Breakdown" (Page/Jones/Bonham) - 2:51
- "Dazed and Confused" (Page) - 5:12

### Andra skivan
Sydney Showground - 27 februari 1972 (Splodge edit)
- "Immigrant Song" (Page/Plant) - 4:03

Madison Square Garden - 27 juli, 28, 29, 1973
- "Black Dog" (Page/Plant/Jones) - 5:30
- "Misty Mountain Hop" (Page/Plant/Jones) - 4:50
- "Since I've Been Loving You" (Page/Plant) - 8:03
- "The Ocean" (Bonham/Jones/Page/Plant) - 4:16

Earl's Court - 25 maj 1975
- "Going to California" (Page/Plant) - 4:41
- "That's the Way" (Page/Plant) - 6:04
- "Bron-Y-Aur Stomp" (Page/Plant/Jones) - 5:31
- "In My Time of Dying" (Bonham/Jones/Page/Plant) - 11:14
- "Trampled Under Foot" (Jones/Page/Plant) - 8:14
- "Stairway to Heaven" (Page/Plant) - 10:32

Knebworth - 4 augusti 1979
- "Rock and Roll" (Page/Plant/Jones/Bonham) - 3:47
- "Nobody's Fault But Mine" (Page/Plant) - 5:45
- "Sick Again" (Page/Plant) - 5:08
- "Achilles Last Stand" (Page/Plant) - 9:03
- "In the Evening" (Jones/Page/Plant) - 7:56
- "Kashmir" (Bonham/Page/Plant) - 8:50
- "Whole Lotta Love" (Page/Bonham/Plant/Jones) - 7:06
- "You'll Never Walk Alone" - 0:01

New York NBC Studio - 19 september 1970
- Press Conference - 3:27 (mono)

Sydney Showground - 27 februari 1972
- "Rock and Roll" (Page/Plant/Jones/Bonham) - 3:06

ABC Get To Know - 27 februari 1972
- Robert Plant and John Bonham after concert interviews with Jeune Pritchard

BBC2 The Old Grey Whistle Test - 12 januari 1975
- Robert Plant interview at the Vorst Nationaal in Brussels with Bob Harris - 3:47

Remasters Promo One - oktober 1990
- "Over the Hills and Far Away" (Page/Plant) - 4:49

Remasters Promo Two - oktober 1990
- "Travelling Riverside Blues" (Page/Plant/Johnson) - 4:12